# Wanda Jordan-Łowińska
Wanda Jordan-Łowińska (27 maja 1900 w Grzywnie, zm. 31 marca 1959 w Katowicach) – polska uczestniczka III powstania śląskiego, działaczka plebiscytowa, harcmistrzyni.

## Życiorys
Córka pracownika bankowego Franciszka Jordana (zmarł w 1917 roku) i Marty z Modrzejewskich (zmarła w 1912 roku). Mieszkała z rodzicami w zaborze pruskim do 1905 roku. Następnie rodzina przeprowadziła się do Bytomia, gdzie zamieszkała w skrzydle budynku banku. Chodziła do powszechnej szkoły podstawowej w Bytomiu. Od 1914 roku uczyła się w niemieckim żeńskim gimnazjum w Bytomiu, gdzie w 1918 roku zdała maturę. W 1920 roku pracowała w sekcji towarzystw kulturalno-oświatowych Polskiego Komisariatu Plebiscytowego. Podczas prac plebiscytowych zetknęła się z harcerzami, a 30 lipca 1920 roku uczestniczyła w zebraniu instruktorek i instruktorów harcerskich, podczas którego ustalono kierunki działalności harcerskiej na Górnym Śląsku oraz utworzono Inspektorat Harcerski Okręgu Górnego Śląska, do którego przystąpiła.
Wstąpiła do harcerstwa prawdopodobnie w 1920 roku (bądź w 1919 roku), we wrześniu 1920 roku uczestniczyła w kursie kierowników harcerskich w Patoce, podczas którego prawdopodobnie złożyła przyrzeczenie harcerskie. Współpracowała z pismem „Harcerz Śląski”. 8 kwietnia 1921 roku objęła kierownictwo harcerskiej Sekcji Żeńskiej. Organizowała kursy dla zastępowych w Czarnym Lesie, a w bytomskim Hotelu Lomnitz szkoliła sanitariuszki. Współorganizowała oddział harcerzy, którzy brali udział w bitwie pod Łabędami. Podczas III powstania śląskiego działała jako kurierka i sanitariuszka. Od 28 lipca do 28 sierpnia 1921 roku brała udział w kursie dla instruktorek w Rydzynie, zorganizowanym przez Główną Kwaterę Harcerek. W grudniu 1921 roku przeprowadziła się do Katowic. W 1922 roku została mianowana komendantką Górnośląskiego Oddziału Męskiego (piastowała stanowisko do 1928 roku) przez Naczelnictwo Związku Harcerstwa Polskiego (ZHP) oraz pierwszą komendantką Śląskiej Chorągwi Harcerek, którą pozostała do 1926 roku. W 1927 roku została przewodniczącą Zarządu Oddziału Śląskiego ZHP, zrezygnowała z tego stanowiska w 1935 roku (lub do 1934 roku) ze względów rodzinnych, pozostała jednak czynnym członkiem ZHP. Od lipca 1922 do 1939 roku pracowała w Śląskim Urzędzie Wojewódzkim (w gmachu Śląskiego Urzędu Wojewódzkiego). Zainicjowała przebudowę obory folwarku Bucze w Górkach Wielkich na stanicę harcerską; budowę rozpoczęto w 1928 roku. 5 czerwca 1932 roku poślubiła Mariana Łowińskiego. Od 30 października 1937 roku zajmowała się referatem obozowym w komendzie chorągwi. 27 marca 1938 roku została ponownie wybrana w poczet Zarządu Okręgu. W okresie międzywojennym mieszkała w Katowicach przy ul. Wojewódzkiej 29.
1 września 1939 roku jako pracownik państwowy została ewakuowana z synem Michałem (ur. 1935, zm. 2000; polski konsul w Brazylii); znalazła się w Przemyślu, 15 października 1939 roku wróciła do Katowic. Około 17 października 1939 roku gestapo zabrało ją z mieszkania na przesłuchanie do komisariatu przy ul. Juliusza Ligonia w Katowicach. Przebywała kilka miesięcy w hitlerowskim więzieniu. Po uwolnieniu wróciła do domu, jednak otrzymała nakaz dziennego meldowania się. Wraz z siostrą Marią zniszczyła potencjalnie obciążające materiały z danymi osobowymi, związane z działalnością plebiscytową, powstańczą i harcerską. Podczas II wojny światowej prowadziła działalność konspiracyjną: pomimo inwigilacji wstąpiła do żeńskiej komórki Polskich Sił Zbrojnych, była komendantką Wojskowej Służby Kobiet, organizowała tajne nauczanie, pomagała więźniom obozu Auschwitz i ich rodzinom. W 1939 roku działała w konspiracyjnym Pogotowiu Harcerek. W 1940 roku została przymusowo skierowana do pracy fizycznej w magazynie przedsiębiorstwa chemicznego Deges w Katowicach.
Po zakończeniu wojny nie powróciła do pracy w harcerstwie; mieszkała w Katowicach, w domu przy ul. Misjonarzy Oblatów MN 21 i pracowała jako kierowniczka administracyjna szpitala dziecięcego w Katowicach-Załężu. Od 1953 roku pracowała w Przedsiębiorstwie Budownictwa Przemysłu Węglowego w Katowicach.
Chorowała na gruźlicę i grypę, zmarła 31 marca 1959 roku z powodu zapalenia płuc. Została pochowana na cmentarzu w Katowicach-Bogucicach.

## Upamiętnienie
Jej imię nosi jedna z ulic w Katowicach. Jest jedną z 30 bohaterek wystawy pt. „60 na 100. SĄSIADKI. Głosem Kobiet o powstaniach śląskich i plebiscycie” poświęconej roli kobiet w śląskich zrywach powstańczych i akcji plebiscytowej (2019). Koncepcję wystawy, scenariusz i materiały przygotowała Małgorzata Tkacz-Janik, a grafiki Marta Frej.

## Odznaczenia
- Krzyż na Śląskiej Wstędze Waleczności i Zasługi I stopnia za działalność kurierską podczas III powstania śląskiego (1921)[1][18][13]
- harcerska odznaka Za Zasługę (1924)[13]
- Medal Dziesięciolecia Odzyskanej Niepodległości (1929)[9][18][13]
- Srebrny Krzyż Zasługi (1931)[9][18][13]
- Medal Niepodległości (1934[21])
- Złoty Krzyż Zasługi (1938)[9][18][13]